# São Bento do Sul (ort)
São Bento do Sul är en ort i Brasilien.   Den ligger i kommunen São Bento do Sul och delstaten Santa Catarina, i den södra delen av landet, 1 200 km söder om huvudstaden Brasília. São Bento do Sul ligger 863 meter över havet och antalet invånare är 77 597.
Terrängen runt São Bento do Sul är platt åt nordväst, men åt sydost är den kuperad. São Bento do Sul är det största samhället i trakten. 
I omgivningarna runt São Bento do Sul växer i huvudsak städsegrön lövskog. Runt São Bento do Sul är det ganska tätbefolkat, med 134 invånare per kvadratkilometer.